# کیارش اسدی‌زاده
کیارش اسدی‌زاده (زادهٔ ۱۳ آبان ۱۳۶۰) کارگردان، فیلم‌نامه‌نویس و تدوین‌گر اهل ایران است.

## فعالیت حرفه‌ای
وی فارغ‌التحصیل رشتهٔ کارگردانی سینما از دانشگاه سوره است و فعالیت هنری خود را در سینما از سال ۱۳۸۸ با فیلم در انتظار معجزه به عنوان فیلم‌نامه‌نویس آغاز نمود و در سال ۱۳۹۱ اولین فیلم خود را به نام گس کارگردانی کرد که در جشنواره بین‌المللی فیلم رم (۲۰۱۳) برندهٔ جایزه شده‌است.

## دیدگاه‌ها
اسدی‌زاده در خرداد ۱۴۰۱ پس از تهدید سینماگران امضا کنندهٔ بیانیهٔ «تفنگت را زمین بگذار»، به امضا کنندگان این بیانیه پیوست. مسعود کیمیایی، هانیه توسلی، ترانه علیدوستی، نازنین فراهانی، پگاه آهنگرانی، مرضیه وفامهر، امین جعفری، مانی حقیقی، مسعود کرامتی و پوریا نوری از دیگر امضا کنندگان این بیانیه بودند.
در همین ارتباط محمد رسول‌اف و مصطفی آل‌احمد هم به عنوان منتشر کنندگان بیانیه بازداشت شدند.

## فیلم‌شناسی
- گس (۱۳۹۱ کارگردان، نویسنده و تدوین‌گر)
- شکاف (۱۳۹۳ کارگردان، نویسنده و تدوین‌گر)
- هشتگ خاله سوسکه (۱۳۹۷ مشاور کارگردان)
- موج اف‌ام ردیف ۴۸ (۱۳۹۷ کارگردان)
- کرگدن (مجموعه نمایش خانگی) (۱۳۹۸ کارگردان)
- خانه ارواح (۱۳۹۹ کارگردان)[۳][۴]
- هفت (مجموعه نمایش خانگی) (۱۴۰۲ کارگردان، تهیه‌کننده و نویسنده)
- دفتر یادداشت (۱۴۰۲ کارگردان)

## جوایز و نامزدی‌ها
| سال  | جایزه                              | رده              | نام اثر | نتیجه    |
| ---- | ---------------------------------- | ---------------- | ------- | -------- |
| ۱۴۰۰ | کانون بزرگ کارگردانان سینمای ایران | بهترین کارگردانی | کرگدن   | نامزدشده |
| ۱۳۹۲ | جشنوارهٔ بین‌المللی رم               | بهترین فیلم      | گس      | برنده    |
| ۱۳۹۵ | جشنوارهٔ بین‌المللی فیلم ژنو         | بهترین کارگردانی | شکاف    | نامزدشده |

از دیگر جوایز وی می‌توان به دریافت چند جایزه برای فیلم کوتاه‌هایش از جشنواره‌های داخلی و بین‌المللی فیلم کوتاه اشاره کرد.